# Cyclaulacidea fergusoni
Cyclaulacidea fergusoni är en stekelart som beskrevs av Leathers 2005. Cyclaulacidea fergusoni ingår i släktet Cyclaulacidea och familjen bracksteklar. Inga underarter finns listade i Catalogue of Life.